# ماریو فن پیبلز
ماریو فن پیبلز (انگلیسی: Mario Van Peebles؛ زادهٔ ۱۵ ژانویهٔ ۱۹۵۷) یک کارگردان و هنرپیشه اهل ایالات متحده آمریکا است.

## گزیده فیلمشناسی
از فیلم‌ها یا برنامه‌های تلویزیونی که وی در آن نقش داشته‌است می‌توان به آثار زیر اشاره کرد.
- انجمن پنبه (۱۹۸۴)
- مرز دل‌شکستگی (۱۹۸۶)
- آرواره‌ها: انتقام (۱۹۸۷)
- گروه تعقیب (۱۹۹۳)
- سولو (فیلم ۱۹۹۶) (۱۹۹۶)
- گوزن (فیلم) (۱۹۹۷)
- آخرین داوری (فیلم ۱۹۹۹) (۱۹۹۹)
- علی (۲۰۰۱)
- خیابان جامپ شماره ۲۱ (۱۹۸۹–۱۹۹۰) به‌علاوه کارگردانی
- نشویل (مجموعه تلویزیونی) (۲۰۱۴) به علاوه کارگردانی
- بد شانس (۲۰۰۶) کارگردان و نویسنده
- فرزندان آشوب (۲۰۰۸) کارگردانی
- قانون و نظم (۲۰۰۸) کارگردانی
- لاست (۲۰۱۰) کارگردانی
- آن سوی خط (۲۰۱۰)
- ان‌سی‌آی‌اس (۲۰۱۳) کارگردانی
- روزی روزگاری (۲۰۱۴) کارگردانی
- منترونشن(٢٠١۴)
- آسمان سرخ (۲۰۱۴)
- امپراتوری (مجموعه تلویزیونی) (۲۰۱۵) کارگردانی
- آخرین کشتی (مجموعه تلویزیونی) (۲۰۱۵) کارگردانی
- یواس‌اس ایندیاناپلیس: مردان دلیر (۲۰۱۶) کارگردانی
- ریشه‌ها (مینی‌سری ۲۰۱۶) (۲۰۱۶) کارگردانی
- تصاحب (۲۰۲۰)